# Sebastián de Peralta
Sebastián de Peralta (también conocido como el licenciado Peralta) (Segovia, c. 1473- íb. febrero de 1540) fue un jurista y militar segoviano activo en la primera mitad del siglo XVI.

## Familia
Fue hijo de Diego de Peralta, caballero que participó en la conquista de Granada y al que, en premio, concedieron armas los Reyes Católicos. Los Peralta eran una poderosa familia en la ciudad de Segovia. Así mismo estaban emparentados con mosén Pedro de Peralta, primer condestable de Navarra. Su tío paterno, Francisco de Peralta había degollado al hermano de la mujer de la Andrés Cabrera, Beatriz de Bobadilla, Francisco, por lo que la enemistad entre los Peralta y los marqueses de Moya que marcaría la vida de Sebastián de Peralta se remontaba ya a la generación anterior.

## Biografía
Fue estudiante en la universidad de Salamanca y algunos le identifican como el propietario con un manuscrito de La Celestina conocido como manuscrito de Palacio.
La figura de Sebastián de Peralta toma relevancia histórica en los primeros años del reinado de Juana I de Castilla. En estos años la primacía en la ciudad de Segovia se disputaba entre los partidarios de don Andrés Cabrera, marqués de Moya y los de don Juan Manuel, señor de Belmonte. La disputa, aunque con raíces en anteriores acontecimientos como el ya referido, había cristalizado al privar Felipe I el Hermoso de la alcaldía del Alcázar de Segovia al marqués de Moya y entregarla a don Juan Manuel en 1506.
Tras la muerte de Felipe el Hermoso en septiembre de 1506, los hijos del marqués de Moya (este contaba ya con una avanzada edad) intentan recuperar por la fuerza el alcázar. Consiguieron hacerse con el control de la mayor parte de la ciudad. 
En el marco de la revuelta, Sebastián de Peralta, caudillo del bando que agrupaba a los partidarios de don Juan Manuel, se encerró en febrero de 1507, junto con otros 14 hombres en la hoy desaparecida iglesia de San Román. Entre sus compañeros se encontraba el que con el tiempo sería una figura fundamental de la Guerra de las Comunidades, el bachiller Alonso de Guadalajara. Los hombres se hicieron fuertes, aunque finalmente pactaron su salida de la iglesia y su libertad, pacto que no fue respetado por los Cabrera que los hicieron presos. 
Al mismo tiempo su padre se había erigido en defensor del alcázar, pero finalmente este castillo fue rendido al asedio al que le sometían las tropas de los Moya desde hacía medio año.
Don Sebastián tras estos hechos defendió su postura ante el rey Fernando. Pero este no atendió sus reclamaciones, por considerar que en aquel momento era fundamental el mantenimiento de la paz social en la ciudad. 
Hacia 1516, una vez muerto Fernando, viaja a Flandes para pedir a Carlos I la revisión de sus pleitos con los Moya. El nuevo monarca accede y lo nombra además oidor de la Real Chancillería de Valladolid.
El 8 de septiembre de 1528 había otorgado testamento. Este documento fue rescatado por el historiador y cronista Carlos de Lecea a finales del siglo XIX, publicando a partir de este una obra sobre el licenciado.
Murió en febrero de 1540 y fue sepultado en la capilla familiar en el convento de San Francisco, en el lugar ocupado hoy por la Academia de Artillería.
En Segovia una calle cercana a la plaza del Conde de Alpuente, donde se encontraba la iglesia de San Román, lleva su nombre.

## Matrimonio y descendencia
Contrajo matrimonio con doña María de Ulloa y Fonseca, sobrina de don Alonso Fonseca, arzobispo de Santiago. El matrimonio tuvo dos hijas: Isabel y Antonia.

### Individuales
1. ↑  Conde, Juan Carlos (1997). «El manuscrito II-1520 de la Biblioteca de Palacio y la "Celestina": balance y estado de la cuestión». Cinco siglos de "Celestina": aportaciones interpretativas, 1997, ISBN 84-370-2901-5, págs. 161-188 (Servicio de Publicaciones / Servei de Publicacions): 161-188. ISBN 978-84-370-2901-6. Consultado el 2 de marzo de 2023.
2. ↑  Conde, Juan Carlos (2001). «1989-1999: diez años de La Celestina, Manuscrito de Palacio». Los orígenes del español y los grandes textos medievales : Mío Cid, Buen Amor, Celestina., 2001, ISBN 84-00-07950-7, págs. 265-288 (Consejo Superior de Investigaciones Científicas, CSIC): 265-288. ISBN 978-84-00-07950-5. Consultado el 2 de marzo de 2023.
3. ↑  Michael, Ian (1991). «La Celestina de Palacio: El redescubrimiento del manuscrito II-1520 y su procedencia segoviana». Revista de Literatura Medieval (3): 149-162. ISSN 1130-3611. Consultado el 2 de marzo de 2023.
4. ↑  SÁEZ Y ROMERO, Mariano (1918). «Eulogio Martín Higuera».  En Antonio San Martín, ed. 1918. Segovia. p. 73.
5. ↑  Gila y Fidalgo, Félix (27 de octubre de 2010). Guia y plano de segovia. Editorial Maxtor. p. 216. ISBN 978-84-9761-820-5. Consultado el 4 de septiembre de 2020.